# Луј Антоан, војвода од Анжијана
Луј Антоан Бурбонски, војвода од Анжијана (Дуц д'Енгхиен изговара [дɑɡɛ] ) (Луј Антоан Анри; 2. август 1772 - 21. март 1804) био је рођак Бурбона, монарха Француске. Више познат по својој смрти него по животу, био је погубљен услед оптужби да је помагао Британији и планирао заверу против Француске. Чланови краљевских породица широм Европе били су шокирани и узнемирени његовим смакнућем. Руски цар Александар I био је посебно узнемирен и одлучио је да обузда Наполеонову власт.

## Биографија
Војвода је био једини син Луја Анрија Бурбонског и Батилде Орлеанске . Као члан владајуће куће Бурбон , био је пранс ду санг односно "крвни принц". Рођен је у Шантили дворцу, резиденцији принчева од Кондеа - титула коју је рођен да наследи. Добио је звање војводе од Анжијана по рођењу, како му је отац већ био војвода од Бурбона и наследник принца од Кондеа, и то првог у линији.
Име његове мајке било је Луиза Мари Тереза Батилда Орлеанска; она је била једина преживела кћер Луја Филипа Орлеанског (унука Регента Филипина ) и Луизсе Хенријете Бурбонске . Његов ујак је био будући Филип Егалите и тако је био први рођак будућег Луја-Филипа I, краља Француске . Он је такође био двоструки потомак Луја XIV кроз своје легитимне кћери, Мадмуазел од Блуа и Мадмуазел од Нантеса.
Он је био јединац, а његови родитељи су се раздвојили 1778. године након што је романтична веза између Маргарите Катарине Мајклот, оперске певачице, и његовог оца разоткривена; његова мајка је била окривљена за неверство свог мужа. Мајклот је била мајка Анжијанове две ванбрачне сестре.
Он је био приватно образован од стране Абеа Милота, а у војним питањима од стране Комодора од Винија. Рано је показао ратоборни дух Куће Конде и започео своју војну каријеру 1788. године. По избијању Француске револуције , он је емигрирао са својим оцем и дедом неколико дана након Олуја Бастиље , а у егзилу ће настојати да подигне снаге за инвазију на Француску и обнову монархије у свој пре-револуционарни статус.
Хиљаду седамсто деведесет друге године, у време избијања француских ратних револуција , имао је заповедништво у корпусу емиграната које је организовао и којима је заповедао његов деда, кнез од Конде.  Ова Војска Конде имала је удела у неуспешној инвазији Француске коју је водио војвода од Брунсвика. 
Након тога, млади војвода је наставио да служи под својим оцем и дедом у војсци Кондеа и, у неколико наврата, истиче се својом храброшћу и жаром у авангарди. По распуштању те силе након Линеволског мира (фебруар 1801), он се у приватности ожениоШарлотом од Роана, нећаком кардинала од Роана, и преузео своју резиденцију у Етенхајму у Бадену, близу Рајне .
Почетком 1804. године, Наполеон Бонапарта , тадашњи први конзул Француске, чуо је вести које су повезивале младог војводу са Кадудалском афером, завером коју је тада пратила француска полиција. У њој су учествовали ројалисти Жан-Шарл Пишегри и Жорж Кадудал који су желели да збаце Бонапартов режим и поново успоставе монархију. Вест је објавила да је војвода био у друштву Шарл Франсоа Димурја и да је тајно путовао у Француску. То је било погрешно; нема доказа да је војвода имао посла ни са Кадудалом, ни са Пишегријем. Међутим, војвода је претходно био у одсуству осуђен због борбе против Француске Републике у Армијеној емиграцији . Наполеон је издао наређење за заплену војводе.
Француски драгуни су тајно прешли Рајну, опколили његову кућу и довели га у Стразбур (15. марта 1804), а одатле у дворац Венсен , у близини Париза, где је на брзину сазвана војна комисија француских пуковника да му суде; њом је председавао генерал Хулин . Војвода је оптужен за борбу против Француске у касном рату, и са намером да учествује у новој коалицији која је тада предложена против Француске.
Војна комисија, коју је предводио Хулин, саставила је чин осуде, подстакнута наређењем Ане Жан Мари Рене Савари, која је била оптужена за инструкције да се убије војвода. Савари је спречио било какву шансу за интервју између осуђеног и првог конзула, а 21. марта војвода је убијен у јарку око дворца, близу гробнице која је већ била припремљена. Вод Гендарм од елите био је задужен за погубљење.
Године 1816, његови посмртни остаци ексхумирани су и смештени у Свету капелу  дворца Венсен. 
Војвода од Анжијана је био последњи потомак Куће Конде ; његов деда и отац су га надживели, али су умрли без пављења даљих наследника. Сада је познато да су Жозефина и Мадам од Ремусата молили Бонапарту за милост према војводи; али ништа није могло да поколеба његову одлуку. Дискутабилно је јесу ли Талеран , Фуше или Савари одговорни за привођење војводе, јер је Наполеон понекад тврдио да је Талеран смислио идеју, док је у другим случајевима сам преузимао пуну одговорност. На путу за Св. Хелену и Лонгвуд, Наполеон је тврдио да би, под истим околностима, поново учинити исто; ставио је сличну изјаву у своју опоруку, наводећи да је "то било неопходно ради сигурности, интереса и части француског народа када је Комун од Артоа, по његовој властитој исповести, подржао шездесет убица у Паризу." 
Погубљење Анжијана је шокирало аристокрацију Европе, која се и даље сећала крвопролића Револуције. Или Антоан Булеј, комун од Мурте  (заменик из Мурте у Корпс легислатифy ), или Наполеонов шеф полиције, Фуше, рекао је о његовом погубљењу " C'est pire qu'un crime, c'est une faute" , често се изговара на енглеском језику као"It was worse than a crime; it was a blunder" ("То је било горе од злочина; то је била грешка "). Та изјава се понекад приписује и Талерану.
Насупрот томе, у Француској је извршење изгледало као миран, домаћи отпор Наполеону, који се ускоро крунисао за цара Француза . Кадудал, узнемирен вестима о Наполеоновој објави, наводно је узвикнуо: "Хтели смо да направимо краља, али смо направили цара".

## Културне референце

### Толстој
Убиство војводе од Анжијана разматра се у уводној књизи Леа Толстоја Рат и мир . Виконт од Мортемара, француски емигрант који је наводно лично познавао војводу, у средишту је пажње руских аристократа окупљених у кући Ане Павловне Шерер: 
 Група о Мортемарту одмах је почела да расправља о убиству војводе од Анжијана. "Након убиства Војводе, чак и најзаступљенији престао је сматрати [Бонапарту] херојем. Ако је неким људима икада био херој, након убиства патка било је више мученика на небу, а један херој мање на земљи. " Виконт је рекао да је војвода од Анжијана погинуо због сопствене великодушности и да постоје посебни разлози за Бонапартеову мржњу према њему. (. . . ) 
 Била је то анегдота, тада актуелна, у смислу да је војвода од Анжијана потајно отишао у Париз да посети Госпођицу Жорж; да је у њеној кући наишао на Бонапарту, који је такође уживао у услугама чувене глумице, и да је Наполеон у његовом присуству случајно упао у једну од несвестица којима је био подложан, и тако је била на милости Војводе. Потоњи га је поштедио, а ова великодушност коју је Бонапарта накнадно вратио смрћу. Прича је била веома лепа и занимљива, посебно у тренутку када су се ривали изненада препознали; и даме су изгледале узнемирене. 
 Глумица Маргарита-Жозефина Вајмер, позната као "Mademoiselle George" ("Госпођица Жорж"), заиста је била Наполеонова љубавница, али нема доказа да је војвода од Анжијана имао било какве везе са њом, или да је прича коју је Толстојев ремек-дело сачувало било ишта више него један од трачева и теорија завере који су у то време били присутни широм Европе.

Убиство војводе од Анжијана расправља се у Задњем Каваљепу Алекандра Думаса . На пример: 
 Доминантан осећај у Бонапартеовом уму у том тренутку није био ни страх ни освета, већ жеља за целом Француском да схвати да Боурбонова крв, тако света за партизане, није била ништа више света за њега него за крв било ког другог грађанин у Републици. 
 "Па, онда", упита Цамбацерес, "шта сте одлучили?" 
 "Једноставно је", рекао је Бонапарте. "Ми ћемо киднаповати Дуц д'Енгхиен и завршити с тим." 
 Његова смрт је такође укратко поменута у грофу Монте Кристо : 
 "Није било никаквих проблема око уговора када је то било питање убијања сиромашне Дуц д'Енгхиен" 

### Филм
La mort du duc d'Enghien en 1804 (Смрт војводе од Анжијана 1804. године) из 1909. године био је један неми филм који је режирао Алберт Капелани .

## Наслови, стилови и оружје
- 2. август 1772 - 21. март 1804 Његово Пресветло Височанство Војвода од Анжијана

1. ↑  Charles Esdaile (2009). Napoleon's Wars: An International History. Penguin. стр. 192—93.
2. ↑  Fremont-Barnes, Gregory (2007). Encyclopedia of the Age of Political Revolutions and New Ideologies, 1760-1815: A-L. Greenwood Publishing Group. стр. 216. ISBN 978-0313334467.
3. ↑  Crowe, Eyre Evans (1843). The History of France. Harper.
4. ↑  Исидоре Марие Бригноле Гаутиер, "Цондуите де Бонапарте релатив аук ассассинатс де Монсеигнеур ле дуц д'Енгхиен ет ду Маркуис де Фротте", Парис, 1823
5. ↑  Кратка биографија војводе од Енгхиена у Наполеон & Емпире веб страници, приказује фотографије Цхатеау де Винценнес и његове Свете капеле
6. ↑  Дуфф Цоопер, Таллеиранд. (Велика Британија: Јонатхан Цапе, 1932), p. 139-141
7. ↑  „The d'Enghien Affair: Crime or Blunder?”. www.napoleon-series.org.
8. ↑  Тхе Окфорд Дицтионари оф Куотатионс
9. ↑  Јохн Бартлетт, Фамилиар Куотатионс , 10. изд. (1919), 9625
10. ↑  „Chapitre 28”. www.napoleonicsociety.com.
11. ↑  „The Death of the Duke D'Enghien”. 20. 12. 1909  — преко www.imdb.com.

- Овај чланак укључује текст из публикације која је сада у јавном власништву: Chisholm, Hugh, ур. (1911). „Enghien, Louis Antoine Henri de Bourbon Condé, Duc d'”.  (на језику: енглески) (11 изд.). Cambridge University Press.Cambridge University Press.
- Esdaile, Charles (2009). Napoleon's Wars: An International History. Penguin. стр. 190—93.
- Nicholls, David (1999). Napoleon: A Biographical Companion. ABC-CLIO. стр. 94—95.
- Schroeder, Paul W (1996). The Transformation of European Politics 1763-1848. стр. 248—51.